# Арекипа (регион)
Вижте пояснителната страница за други значения на Арекипа.
Арекипа (на испански: Arequipa) е регион в Южно Перу. Площта му е 63 345 km², а населението – около 1 140 000 души (2005). Граничи с Тихия океан на югозапад и регионите Ика и Аякучо на северозапад, Апуримак и Куско на север, Пуно на изток и Мокегуа на югоизток. Административен център е град Арекипа.
През региона преминава главният вододел на Андите, като почти цялата му площ е във водосборния басейн на Тихия океан, а крайните североизточни области – в този на река Амазонка, която извира на територията на региона. Релефът е силно насечен с дълбоки каньони и следи от вулканична активност. С вулканичен произход е и най-високият връх Невадо Коропуна (6426 m). Тясната крайбрежна равнина има пустинен характер.